# 一期一會 (音樂劇)
《一期一會》(英文 ：Once in a Lifetime) 是 W創作社跟林一峰及東亞娛樂於2007年合作的音樂舞台劇，是W 創作社的第十二部作品，由司徒慧焯及黃智龍執導，黃智龍編劇，亦是W 創作社跟林一峰合作的第三齣音樂劇場，主演的還有盧凱彤、梁祖堯、林小寶、楊詩敏、趙學而、谷祖琳及湯駿業。

首演5 場門票於三日內被搶購一空，徇眾要求，同年7 月重演13場，連番爆滿，累積觀眾人數超過二萬，被譽為既惹笑又感動人心的劇場作品，資深劇評人佛琳於大公報的劇評裡認為「《一》劇透過年輕大學生的視點和生活，在不同小故事中，藉著人物間的偶爾相遇，瞬間失去，展現了愛情（同性或異性）、友情、親情，出賣、死亡、試探、等待、信任等與生命息息相關的人生議題……香港本土音樂劇不斷推陳出新，但《一期一會》是我近幾年看過的最佳本地原創音樂劇。」《一期一會》並奪得第十七屆香港舞台劇獎「十大最受歡迎劇目」及「最佳原創音樂」。

趙學而因為首演當日的技術綵排受嚴重腳傷而未能參與首演演出，而導致首演劇本上有所改動，她亦於7 月重演時重新歸隊上台演出。 

## 背景
「音樂劇場」是將流行歌融入舞台劇的表演藝術，有別於以歌詞推動劇情的音樂劇，「音樂劇場」的歌曲是提升演出的感性情感，藉此感染觀眾。

「一期一会」是日本茶道的用語。一期，表示人的一生；一会，意味着僅有一次相會。《一期一會》是指一生人之中，可能就只有這一次相遇，以後未必可以再遇上了。而《一期一會》的故事也著重於希望觀眾能珍惜擁有並學習失去，此劇公演以後，「一期一會」成了香港廣告文案及其他媒體經常用的詞彙。

劇本的靈感來自日本作家石田衣良獲得直木賞的作品《4 teen》，《一期一會》主要是參考《4 teen》主角們的純真友誼的精神、及其獨立但又連貫的短篇小說體裁，但故事是全新創作的，編導黃智龍更加入一件失蹤事件作引子及終結，希望藉此增加整個劇的追看性。

## 故事大綱
浩一（林一峰飾）性格十分孤僻，就算跟合居的妹妹加奈（盧凱彤飾）亦沒多大溝通，兩人頂多以結他的演奏向對方訴心聲。

直至晉升大學，浩一認識了同校的亮太（張狄鳴飾），儘管兩人相處並不多言，但一舉一動卻充滿默契，更發展成一段曖昧的情誼，浩一亦因此認識了亮太四個青梅竹馬的好朋友—-健次（梁祖堯飾）、直美（楊詩敏飾）、由紀（谷祖琳飾）及俊彥（湯駿業飾）。眾人經常到亮太姊姊琉子（林小寶飾）所開的車仔麵檔聚會，更相約好畢業後一起去旅行。

怎料，就在last year開學的第一天，亮太突然人間蒸發，浩一的舉動開始變得古怪起來；與此同時，俊彥與浩一妹妹加奈及其好友香織（吳劍菲飾）陷入奇怪的三角關係；直美被後父強姦的事情被傳媒揭發出來，而告密者最大嫌疑竟是好姊妹由紀；健次竟突然宣佈放棄成為廚師的夢想，還有眾人的同學「百萬身家大學生」志隆（黃龍斌飾）及其股票經紀女友美雪（趙學而飾）的拜金愛情故事，而眾人最後更發現亮太失蹤案竟與其姊姊琉子及浩一有莫大關係……一個又一個關於失去的故事發生在這群臨近畢業的大學生身上。

## 演員表
林一峰 飾 浩一

盧凱彤 飾 加奈

梁祖堯 飾 健次

林小寶 飾 琉子

楊詩敏 飾 直美

趙學而 飾 美雪

谷祖琳 飾 由紀

湯駿業 飾 俊彥

黃龍斌 飾 志隆

張狄鳴 飾 亮太

吳劍菲 飾 香織

林鴻怡 飾 彌生

鄧世昌 飾 聰

## 演出歌曲
所有歌曲監製：林一峰、何秉舜 @ goomusic

〈一期一會〉

改編自〈幾分鐘的約會〉	

原作詞：鄭國江｜原作曲：陳百強｜改編詞曲：林一峰｜編曲：何秉舜｜唱：林一峰

〈漣漪〉

作詞：鄭國江｜作曲：陳百強	｜編曲：何秉舜｜唱：林一峰

〈戀愛預告〉						

作詞：鄭國江｜作曲：陳百強	｜編曲：何秉舜｜唱：盧凱彤、湯駿業

〈再見Puppy Love〉					

作詞：卡龍｜作曲：林慕德｜編曲：何秉舜｜唱：吳劍菲、盧凱彤

〈快樂醜小鴨〉

作詞：鄭國江｜作曲：陳百強｜唱：林一峰

〈疾風〉

作詞：鄭國江｜作曲：陳百強	｜編曲：盧凱彤/林一峰｜唱：盧凱彤

〈偶像創世記〉 (Medley) 

〈偶像〉		作詞：潘源良｜作曲：徐日勤｜編曲：林一峰

〈創世記〉		作詞：林振強｜作曲：林慕德｜編曲：林一峰

唱：林一峰、梁祖堯、林小寶、楊詩敏、谷祖琳、鄧世昌

〈曾經有你，因此有我〉

原名：〈只因愛你〉	

作詞：林夕｜作曲：徐日勤｜編曲：何秉舜｜唱：谷祖琳、楊詩敏

〈喝采〉

作詞：鄭國江｜作曲：陳百強	｜編曲：林一峰｜唱：林一峰｜和：梁祖堯、湯駿業

〈粉紅色的一生〉

作詞：鄭國江｜作曲：Louiguy/Piaf｜改編詞：林一峰｜編曲：何秉舜、林一峰｜唱：趙學而、黃龍斌

〈偏偏喜歡你〉					

作詞：鄭國江｜作曲：陳百強｜編曲：何秉舜｜唱：趙學而

〈旅程〉							

作詞：鄭國江｜作曲：谷村新司｜編曲：林一峰，何秉舜｜唱：林一峰、趙學而

〈夢裡人〉

作詞：陳海琪｜作曲：陳百強	｜編曲：何秉舜｜唱：林一峰

〈等〉							

作詞：鄭國江｜作曲：陳百強｜編曲：林一峰｜唱：林一峰

〈有了你〉

作詞：鄭國江｜作曲：鐘肇峰	｜編曲：何秉舜｜唱：梁祖堯｜和：林小寶、林一峰

〈櫻花訣〉						

作詞：林一峰｜作曲：林一峰	｜編曲：林一峰 / 何秉舜｜唱：林一峰

〈漣漪〉

作詞：鄭國江｜作曲：陳百強	｜編曲：何秉舜｜唱：林小寶

〈當我想起你〉					

作詞：林敏聰｜作曲：林敏聰｜編曲：林一峰，何秉舜｜唱：林一峰、梁祖堯、林小寶、楊詩敏、谷祖琳、湯駿業

## 評價
[首演名人觀後感] 

陳奕迅：《一期一會》真的打動了我，令我在劇院內哭了三次，期待7月更完整的版本。

王菀之：原來由開懷大笑到傷心流淚，可以係30秒內嘅情緒變化，起伏全因有情。

袁詠儀：估唔到咁好睇！大型製作、劇本出色、演員賣力，令我愛上舞台劇！

毛俊輝博士：充滿活力！一齣懂得捉住年青人口味的戲。

何超儀：嘔心瀝血之作，劇情緊湊，精釆!!! 

倪震：好好睇，7月一定會再睇。

佛琳（著名劇評人）: 流暢的佈景和簡美的視像，與超越時空的故事互相匹配，歌曲亦配合劇情發展……是我近幾年看過的最佳本地原創音樂劇。

潘迪華：描述一群年青人的友情，應該珍惜少年時光，也充份啟發及引導朋友之間互助的真誠，這正是現今社會缺少而需要的態度。

高世章：劇情細膩。音樂上演繹陳百強經典，新編曲非常精釆，令演出的層次有所提升！

## 出版紀錄
《一期一會》出版了舞台劇現場演出紀錄的DVD。

林一峰亦推出了《一期一會 Music Theatre Soundtrack (CD+DVD) 》，CD收錄了大部份演出歌曲，而DVD則收錄了〈一期一會〉〈戀愛預告〉及〈偏偏喜歡你〉的MV。

## 外部連結
W創作社官方網頁 （页面存档备份，存于）
W創作社Facebook 專頁 （页面存档备份，存于）
W創作社微博 （页面存档备份，存于）